# Crenicichla brasiliensis
Crenicichla brasiliensis – endemiczny gatunek ryby z rodziny pielęgnicowatych (Cichlidae). Bywa hodowana w akwarium domowym. W podanej bibliografii autor sugeruje polską nazwę grzebienica brazylijska.

## Występowanie
Wody śródlądowe północnych i wschodnich rejonów Brazylii w stanach Ceará, Paraíba, Pernambuco i Rio Grande do Norte. W warunkach hodowlanych dorasta do 8 cm długości. W naturze jest większych rozmiarów.

## Warunki w akwarium
| Zalecane warunki w akwarium | Zalecane warunki w akwarium  |
| --------------------------- | ---------------------------- |
| Zbiornik                    |                              |
| Temperatura wody            | 24–28°C                      |
| Twardość wody               | miękka, do średniej (8–15°n) |
| Skala pH                    | 6,5–7,5                      |
| pokarm                      |                              |
| Uwagi                       |                              |